# ジョン・オニール (初代オニール子爵)
初代オニール子爵ジョン・オニール（英語: John O'Neill, 1st Viscount O'Neill PC (Ire)、1740年1月16日 – 1798年6月17日/6月18日）は、アイルランド王国の政治家、貴族。

## 生涯
チャールズ・オニール（Charles O'Neill、1769年8月16日没）とキャサリン・アリス・ブロドリック（Catharine Alice Brodrick、1790年没、シンジョン・ブロドリックの娘）の息子として、1740年1月16日に生まれた。
1761年から1783年までランダルズタウン選挙区の代表として、1783年から1793年までアントリム・カウンティ選挙区の代表としてアイルランド庶民院議員を務めた。
1777年10月18日、ヘンリエッタ・ボイル（1793年9月3日没、ダンガーヴァン子爵チャールズ・ボイルの娘）と結婚した。
- チャールズ・ヘンリー・シンジョン（1779年 – 1841年） - 第2代オニール子爵、初代オニール伯爵、生涯未婚
- ジョン・ブルース・リチャード（1780年 – 1855年） - 第3代オニール子爵、政治家、生涯未婚

アイルランド枢密院の枢密顧問官に任命された後、1793年11月30日にアイルランド貴族であるアントリム県におけるシェインズ・キャッスルのオニール男爵に叙され、1795年10月3日にオニール子爵に叙された。
1798年6月17/18日、アイルランド反乱におけるアントリムの戦いで反乱軍から受けた戦傷がもとで、第2代マッセリーン伯爵の邸宅で死亡した。息子チャールズ・ヘンリー・シンジョンが爵位を継承した。